# Jouvea pilosa
Jouvea pilosa är en gräsart som först beskrevs av Jan Svatopluk Presl, och fick sitt nu gällande namn av Frank Lamson Scribner. Jouvea pilosa ingår i släktet Jouvea och familjen gräs. Inga underarter finns listade i Catalogue of Life.

## Bildgalleri

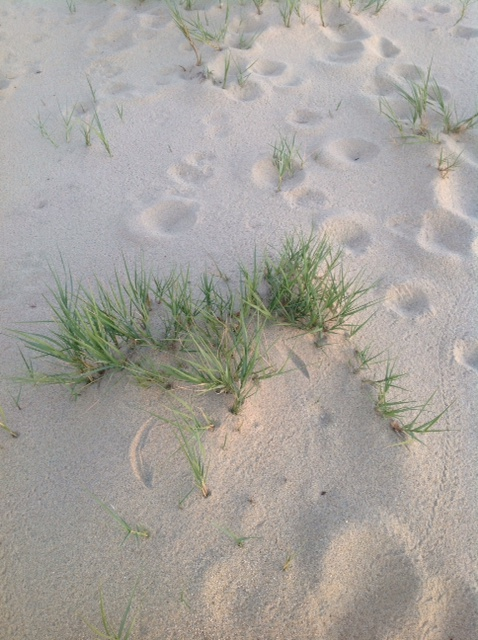